# Visma Severa
Visma Severa eller Severa 3 är ett  projekthanteringssystem som hanterar projekt, kundhantering/säljstöd (CRM), tidrapportering, resursallokering och fakturering. Severa är ett PSA-system, och används främst för diverse konsultverksamhet och Projektledning.
Systemet ligger på externa servrar och nås sedan via Webbläsare.

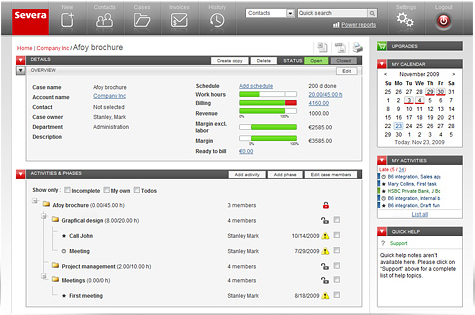
Exempel, del av projektöversikt

## Företagets historik
Severa grundades i Villmanstrand, Finland, 2004 av Ari-Pekka Salovaara och Jari Kärkkäinen, med examen från Lappeenranta University of Technology, Department of Computer Sciences.  Är sedan 2010 en del av Visma och i samband med det bytte namn till Visma Severa. 